# David Benoit
David Benoit (Bakersfield, 1953. augusztus 18. –) amerikai dzsesszzongorista, zeneszerző, producer.
David Bryan Benoit 1980 óta több mint 25 albumon szerepelt. Háromszor jelölték Grammy-díjra. A Pacific Vision Youth Symphony (korábbi nevén Asia America Symphony Orchestra) és az Asia America Youth Orchestra zenei igazgatója. Benoit Los Angelesben él.

## Pályakép
Benoit a Bakersfieldben született. Tizenhároméves korától Marya Cressy Wrighttól tanult zongorázni, majd Abraham Frasernél folytatódott képzése (aki Arturo Toscanini zongoristája volt).
Benoit a Mira Costa High Schoolba járt. Az El Camino College-ban a zeneelmélet és a zeneszerzés fogslkoztatta leginkább. Hangszerelést Donald Nelligantől tanult. Később filmzenei órákon vett részt, amelyeket Donald Ray tanított a Kaliforniai Egyetemen. Karmesteri tanulmányait Heiichiro Ohyamával, Los Angelesi Filharmonikusok karnagyasszisztensével kezdte, majd Jan Robertsonnál folytatta.
Benoit aztán Jeffrey Schindlerrel, a Kaliforniai Egyetem Santa Barbara Szimfonikus Zenekar zenei igazgatójával dolgozott. Karrierjét a Lainie Kazan zeneigazgatójaként, karmestereként kezdte 1976-ban. Utána hasonló szerepet töltött be Ann-Margret és Connie Stevens énekes-színésznőkkel.
Debütáló albuma, a „Freedom at Midnight” (1987) az 5. helyre került a Billboard Top Contemporary Jazz Albums listáján. A „Waiting for Spring” (1989) a Billboard Top Jazz Albums listájának első helyére került. Az 1991-es „Shadows” a második lett a Top Contemporary Jazz Albums listán. Az egyik fő mentora, Bill Evans iránti tiszteletből az 1992-es „Letter to Evan” című albumát neki ajánlotta.
Számos dalában vonós szekció is szerepel, leginkább az American Landscape (1997) és az Orchestral Stories (2005) albumain. 2000-ben Charles M. Schulz halála után kiadott egy albumot „Here's to You, Charlie Brown: 50 Great Years” címmel. Vince Guaraldi halála után a „Peanuts” zenéjét is ő készítette. Az album a 2. helyre került a Top Jazz Albums listán.
Benoit hangszerelt, vezényelt és adott elő zenét számos népszerű pop- és dzsesszzenésznek. Leonard Bernstein tiszteletére hangszerelte, fellépett és eljátszotta a The Songs of West Side Story lemezt, amely aztán aranylemez lett.
Benoit három amerikai elnök előtt lépett fel a Fehér Házban: Bill Clinton, Ronald Reagan és idősebb George Bush; továbbá olyanok előtt, mint Colin Powell, Hillary Clinton, Al Gore...

## Albumok
1977: Heavier Than Yesterday

1980: Can You Imagine

1982: Stages

1983: Digits

1983: Christmastime

1984: Waves of Raves

1985: This Side Up

1986: Summer

1987: Freedom at Midnight

1988: Every Step of the Way

1989: Urban Daydreams

1989: Waiting for Spring

1990: Inner Motion

1991: Shadows

1992: Letter to Evan

1994: Shaken Not Stirred

1994: The Benoit/Freeman Projectwith Russ Freeman

1995: The Stars Fell on Henrietta

1996: Remembering Christmas

1997: American Landscape

1999: Professional Dreamer

2000: Great Composers of Jazz

2000: Here's to You, Charlie Brown

2002: Fuzzy Logic

2003: Right Here, Right Now

2004: The Benoit/Freeman Project 2

2005: Orchestral Stories

2005: 40 Years: A Charlie Brown Christmas

2006: Full Circle: Concord

2006: Standards: Kind of Blue

2008: Heroes: Concord

2008: Jazz for Peanuts

2010: Earthglow

2012: Conversation

2015: 2 in Love

2015: Believe

2017: The Steinway Sessions

2017: So Nice

2019: David Benoit and Friends

2020: It's a David Benoit Christmas!

2022: A Midnight Rendezvous

## Filmek
- David Benoit az IMDb-n

## Díjak
- 1989: „Every Step of the Way”, Grammy-díj jelölés −  Best Jazz Fusion Performance
- 1996: GRP All-Star Big Band, Grammy-díj jelölés − Best Large Jazz Ensemble Performance
- 2000: „Dad's Room” from Professional Dreamer, Grammy-díj jelölés − Best Instrumental Composition